# 상감 문학
상감 문학(타밀어: சங்க இலக்கியம்)은 초기 타밀 문학의 형태로, 통상 기원전 6세기부터 기원후 3세기에 이르는 고대 타밀어 문학을 일컫는다. 상감 시대에는 《톨카피얌》등의 언어학과 시학을 아우르는 서적, 《실라파티카람》을 비롯한 타밀 5대 서사시 등이 탄생하여 문학이 크게 융성하였다. 상감 문학 시대 이후의 타밀어 문학사는 교훈서, 종교서, 서사시 등이 발달한 후 상감 시대(Post-Sangam period)부터 촐라 제국의 번성에 힘입은 중세 시대, 비자야나가라 제국과 마두라이 나야크 왕조 시대, 영국을 비롯한 유럽 열강과의 접촉으로 시작된 근현대 시대로 나뉜다.

## 같이 보기
- 타밀라캄